# Uassas
Uassas (em uassa: Wassa, warsha, wasa, wassaw ou wasaw) são um subgrupo dos acãs e habitam a Região Central do Gana e através da fronteira com a Costa do Marfim. Estão cercados pelos zemas e aantas ao sul, aouins e sefuis a noroeste e denquieras e fantes a leste. Se subdividem nos grupos amanfos e fiassos. Estiveram em guerra constante com os axantes do século XVII ao XIX e os britânicos usaram isso para se expandir. A maioria dos uassas hoje são fazendeiros e trabalhadores industriais. Englobam 200 000 pessoas, como estimado em 1999.